# Michail Kavelašvili
Michail Kavelašvili (gruzínsky: მიხეილ ყაველაშვილი [miχeil χʼaveɫaʃʷili]; * 22. července 1971 Bolnisi) je gruzínský politik a bývalý profesionální fotbalista, který byl 29. prosince 2024 jmenován 6. prezidentem Gruzie. Jeho zvolení bylo bojkotováno a zpochybňováno opozicí, stejně jako částí mezinárodního společenství. Byl jediným kandidátem na volebním lístku.
Jako hráč byl útočníkem, který významně působil v anglické Premier League v týmu Manchester City a ve švýcarské Super League v řadě klubech. Také hrál za Dinamo Tbilisi a Spartak Vladikavkaz. Za gruzínský národní tým nastoupil k 46 zápasům a vstřelil devět gólů.
Kavelašvili byl poprvé zvolen do parlamentu ve volbách v roce 2016 za vládní stranu Gruzínský sen. V roce 2022 spoluzaložil Lidovou moc, satelitní stranu Gruzínského snu. V listopadu 2024 byl nominován jako kandidát na prezidenta Gruzie, ačkoli pravomoci prezidenta byly podstatně omezeny po gruzínské ústavní reformě z roku 2017, která zemi přeměnila na parlamentní republiku. Jeho zvolení prezidentem vyhodnotila opozice, jeho předchůdkyně Salome Zurabišviliová, hlídací organizace a ústavní experti jako „nelegitimní“. Bylo to poprvé v nezávislé historii Gruzie, kdy měli voliči během prezidentských voleb pouze jednu možnost.

## Fotbalová kariéra
Stejně jako mnoho předních gruzínských hráčů začal Kavelašvili svou kariéru v Dinamu Tbilisi, kde v roce 1989 vzešel z mládežnického systému. Jako šikovný útočník si v týmu Dinama brzy vybudoval pozici, než v roce 1995 přestoupil do ruského klubu Spartak Vladikavkaz. Během svého roku v klubu ze Severní Osetie-Alanie vyhrál ruskou Premier Ligu.
Dne 1. března 1996 začal trénovat s Manchesterem City a do klubu oficiálně přestoupil 28. března, což byl poslední den přestupového období. Manažerovi Alanu Ballovi ho doporučil krajan Georgi Kinkladze, který v létě do klubu nastoupil za 2 miliony liber. Přestup Kavelašviliho, za něhož Manchester City zaplatil 1,4 milionu liber, trval několik týdnů, protože fotbalista potřeboval pracovní povolení Spojeného království. Debutoval 6. dubna, kdy vstřelil gól v manchesterském derby proti klubu Manchester United a do doby než City v Premier League sestoupilo zaznamenal celkem 4 zápasy a 1 gól.
Po sestupu City z Premier Ligue hrál 24 zápasů (2 branky) ve Football League First Division. Počet zápasů však nestačil k obnovení jeho pracovního povolení, a proto byl poslán na hostování ke Grasshopper Club Zürich, se kterými v roce 1998 vyhrál švýcarskou Super League. Většinu své kariéry poté strávil ve Švýcarsku, kde hrál za Curych, Luzern, Sion a Aarau. Aarau jej na podzim 2004 poslalo na hostování do Vladikavkazu, ale po sedmi zápasech se vrátil zpět do Švýcarska.
V sezóně 2005/06 se Kavelašvili připojil k týmu Basileje pod vedením Christiana Grosse, který stál za vítězstvím Grasshopperů v lize v roce 1998. Kavelašvili debutoval v domácím zápase v St. Jakob-Parku dne 12. března 2006, kdy byl v 66. minutě střídán, ale vstřelil jediný vítězný gól proti Grasshopperům. Basilej vedla tabulku až do posledního dne ligové sezóny, kdy ztratila titul kvůli rozdílu ve skóre.
V první sezóně za Basilej odehrál Kavelašvili deset zápasů, ve všech jako náhradník. Ve druhé sezóně nastoupil do sedmi zápasů, znovu jako střídající hráč, ale klub jej propustil před zimní přestávkou, čímž byla jeho aktivní fotbalová kariéra ukončena. Během svého působení v basilejském klubu odehrál celkem 17 zápasů (tři v Poháru UEFA) a vstřelil čtyři góly.
S gruzínským národním týmem vyhrál v roce 1998 Mezinárodní fotbalový turnaj na Maltě.

## Politická kariéra
V roce 2016 byl zvolen poslancem gruzínského parlamentu za stranu Gruzínský sen. V roce 2020 byl zvolen znovu. V roce 2022 tuto stranu opustil a spoluzaložil Lidovou moc. Dne 27. listopadu 2024 byl nominován stranou Gruzínský sen jako její kandidát na prezidenta Gruzie ve volbách naplánovaných na 14. prosince. Ve svém nominačním projevu obvinil dosluhující prezidentku Salome Zurabišviliovou z porušování ústavy.
Kavelašvili obvinil gruzínskou politickou opozici z toho, že je kontrolována americkými kongresmany, kteří mají „nenasytnou touhu zničit naši zemi“ a plánují „přímou násilnou revoluci a ukrajinizaci Gruzie“.
Dne 14. prosince 2024 byl Kavelašvili prohlášen za prezidenta volebním kolegiem, kde získal hlasy 224 z 225 volitelů. Úřadu prezidenta se ujal 29. prosince 2024. Volby byly zpochybňovány a považovány za nelegitimní (například organizací Transparency International),, především kvůli obviněním z volebních podvodů spojených se souběžnými parlamentními volbami. Tato obvinění vyvolala rozsáhlé nepokoje, především v hlavním městě Tbilisi, a přispěla k prohloubení politické krize v zemi. S podporou opozičních stran a části občanské společnosti prohlašuje Salome Zurabišviliová, že je nadále legitimní prezidentkou Gruzie.
Kavelašvili díky své volbě obstál a stal se druhým bývalým profesionálním fotbalistou v historii, který byl zvolen prezidentem, po Georgeovi Weahovi v Libérii.

## Soukromý život
Jeho manželkou je Tamar Bagrationi (* 1971), sestra zpěvačky Lizy Bagrationi (* 1974).
Má 4 děti:
- Mariam Kavelašvili (* 26. září 1996, Manchester)
- Guram Kavelašvili (* 18. srpna 2001, Curych)
- Elizabeth Kavelašvili (* 22. března 2013, Tbilisi)
- Giorgi Ivanišvili (nevlastní dítě; * 18. října 1989, Tbilisi)

## Úspěchy
Dinamo Tbilisi
- Umaglesi Liga: 1990, 1994, 1995

Vladikavkaz
- Ruská Premier Liga: 1995

Grasshoppeři
- Švýcarská Super League: 1998